# Calvin Britain
Calvin Britain (* 1800 im Jefferson County, New York; † 18. Januar 1862 in St. Joseph, Michigan) war ein US-amerikanischer Politiker. 1852 war er für ein Jahr  Vizegouverneur des Bundesstaates Michigan.

## Werdegang
Im Jahr 1827 kam Calvin Britain in das Michigan-Territorium, wo er die Stadt St. Joseph im heutigen Berrien County gründete. Zuvor war er für kurze Zeit Lehrer an einer Mission in Niles gewesen. In St. Joseph erbaute er das erste Hotel und war in der Immobilienbranche tätig. Politisch schloss er sich der Demokratischen Partei an. Zwischen 1832 und 1835 gehörte er der territorialen Legislative an. Nach dem Beitritt Michigans zur Union saß er von 1835 bis 1837 im Senat von Michigan; zwischen 1847 und 1851 war er Abgeordneter im Repräsentantenhaus von Michigan. Im Jahr 1850 nahm er als Delegierter an einem Verfassungskonvent seines Staates teil. Dort wurde unter anderem beschlossen, dass die nächste Amtszeit des Vizegouverneurs auf ein Jahr beschränkt wird.
1851 wurde Britain an der Seite von Robert McClelland zum Vizegouverneur von Michigan gewählt. Dieses Amt bekleidete er im Jahr 1852. Dabei war er Stellvertreter des Gouverneurs und Vorsitzender des Staatssenats. Er starb am 18. Januar 1862 in St. Joseph, wo er auch beigesetzt wurde. Die Ortschaft Calvin im Cass County ist nach ihm benannt.